# Dollar Tree
Dollar Tree (NASDAQ: DLTR) é uma loja americana, sediada em Chesapeake, Virgínia. Popular por vender todos os seus itens por um dólar.
Atualmente, a Dollar Tree oferece produtos a preço fixo de US$ 1,25.[carece de fontes?] Possui um total de 8.061 lojas, distribuídas nos Estados Unidos e Canadá, E possui 15 centros de distribuição nos Estados Unidos e 2 centros de distribuição no Canadá.

## História
Douglas Perry, Macon Brock Junior e Ray Compton gerenciavam a varejista de brinquedos K&K  Toys Inc, que abriram juntos no ano de 1970. No ano de 1986, Perry, Brock e Compton fundaram a loja de variedades, com ênfase em produtos de desconto, a Only One Dollar Inc, abrindo cinco lojas sendoː três no estado da Virgínia, uma na Geórgia e uma no Tennessee. Tendo Perry e Brock como presidentes e Compton como vice-presidente executivo e diretor financeiro.
Em 1991, venderam a K&K Toys Inc para a KB Toys, investiram todo o ativo na Only One Dollar Inc. e implementaram mudanças. Passaram a vender uma variedade de produtos básicos com valores até US̩$ 1,00. Para isso, tiveram que comprar os produtos diretamente de fabricantes estrangeiros e a tratar com fabricantes nos Estados Unidos para fazer embalagens personalizadas. E começaram a abrir lojas em centros de conveniências, acoplados a supermercados como Kmart, Target ou Walmart, pois os aluguéis eram mais baratos do que nos shoppings. No ano de 1992, a loja já possuía 256 unidades e com lucro líquido de US$ 10,8 milhões.
No ano de 1993, a Only One Dollar Inc. trocou o nome para Dollar Tree Stores Inc, e Brock passou a ser o CEO, abrindo mais 72 novas lojas. E todas as lojas novas foram rentáveis em seu primeiro ano de atividade. Parte do capital próprio foi vendida a SKM, uma empresa de private equity. O lucro líquido do ano foi de US$ 9,5 milhões, a queda foi devido a uma recapitalização e custos de associados de US$ 4 milhões naquele ano.
Em 1995, a Dollar Tree Stores, Inc criou duas subsidiárias, a Dollar Tree Management Inc. e a Dollar Tree Distribution Inc., e neste mesmo ano a empresa já possuía 500 lojas. No início de 1996, comprou a Dollar Bills Inc., com sede em Chicago, por aproximadamente US$ 52,6 milhões em dinheiro e US$ 2 milhões em estoque, acrescentando mais 136 lojas e continuou expandindo suas unidades. No final de 1996, a empresa já possuía 737 lojas e um lucro líquido de US$ 33,8 milhões.
Em 1998, a empresa comprou a 98 Cents Clearance Centers, com sede na Califórnia. No ano de 2000, comprou a Dollar Express Inc, com sede na Filadélfia, por US$ 306,8 milhões; e em 2003 comprou a Greenbacks Inc., com sede em Utah. Com essas aquisições, a Dollar Tree Stores Inc se tornou uma rede de lojas de alcance nacional. A empresa começou a automatizar os seus centros de distribuição e implementar um sistema de digitalização de ponto de venda (PDV) em suas lojas. Bob Sasser passou a ser o CEO da Dollar Tree Stores Inc no ano de 2004, e Brock passou a ser o presidente da empresa.
No ano de 2006, a empresa compra 138 lojas da Dollar Deal e conquista a marca de 3.000 lojas em funcionamento. Em 2008, conquista uma posição na lista da Fortune 500 e em 2009, subiu mais de 100 posições nesta lista. Em 2010, comprou 86 da Canadian Dollar Giant Stores, com sede em Vancouver, no Canadá. No ano de 2015, a Dollar Tree Stores Inc compra a Family Dollar, mas para trabalhar em outro segmento, de venda de mercadorias de preços diversos.
Atualmente, a empresa opera em dois seguimentos, a Dollar Tree e a Family Dollar. Atuando nos Estados Unidos e no Canadá com um total de 8.061 lojas Dollar Tree e 8.016 lojas Family Dollar. Está na posição 137 na lista da Fortune 500 (ano 2022) e na posição 475 da lista Global 500 (ano 2021). Tem Richard Dreiling como presidente, Michael Witynski como CEO e Jeffrey Davis como diretor financeiro. Nos seis primeiros meses de 2022, obteve um lucro líquido de US$ 896,3 milhões.

## Estrutura
Tipicamente, as lojas Only One Dollar possuem uma área de aproximadamente 3.500 a 4.000 metros quadrados, onde a área de venda ocupa em torno de 85% a 90% deste espaço, e o layout é igual em todas as lojas. As mercadorias são expostas em gondolas ou prateleiras bem abastecidas e organizadas por categorias. As lojas são bem iluminadas, colocam música de fundo e usam cores vibrantes.

## Mercado de ações
A Only One Dollar, Inc começou a oferta pública de ações na bolsa de NASDAQ, em março de 1995, com a ação custando US$ 15. E em abril de 1996, iniciou um dividendo de ações, com uma divisão de 3 por 2. Em junho do mesmo ano, fez uma segunda oferta pública de ações.

## Processos
A Federal Trade Commission (Comissão Federal de Comércio), em 2 de julho de 2015, entrou com um processo contra a Dollar Tree na compra da Family Dollar, por entender que a fusão das duas empresas, Dollar Tree e a Family Dollar, resultaria na perda da concorrência em 35 estados americanos, tornando a Dollar Tree a única nestes estados a deter o poder de mercado. O acordo aprovado entre as partes foi a venda de 330 lojas Family Dollar para a private equity Sycamore Partners, empresa escolhida pela Dollar Tree. Onde a Dollar Express LLC, formada pela Sycamore Partners iria operar nas lojas vendidas. Em 2017, a Federal Trade Commission permitiu que a Sycamore Partners vendesse 323 lojas Family Dollar, para a Dollar General Corporation, alegando que Dollar Express LLC não teria mais a capacidade de continuar operando como um negócio autônomo viável.